# Mała Poślednia Turniczka
Mała Poślednia Turniczka (słow. Lomnická vežička, niem. Chmielowskiturm, węg. Chmielowski-torony) – turnia o wysokości 2527 m w słowackich Tatrach Wysokich, w długiej południowo-wschodniej grani Wyżniego Baraniego Zwornika. Jest jedną z czterech turni na odcinku pomiędzy Durnym Szczytem a Łomnicą, najbliższą temu ostatniemu szczytowi. Od Pośledniej Turni na północnym zachodzie oddziela ją Poślednia Przełączka, a od Łomnicy na południowym wschodzie – Przełączka pod Łomnicą.
Na Małą Poślednią Turniczkę nie prowadzą żadne znakowane szlaki turystyczne, natomiast najdogodniejsza droga dla taterników wiedzie od strony Pośledniej Przełączki. Mimo niepozornego kształtu odchodzi od niej na południe potężna grań w stronę Doliny Małej Zimnej Wody. Oddziela ona od siebie górne piętra dwóch żlebów: Żlebu Chmielowskiego na południowym zachodzie i Żlebu Téryego na południowym wschodzie.

## Nazewnictwo
Polska nazwa Małej Pośledniej Turniczki pochodzi od Pośledniej Turni, natomiast nazwa słowacka od Łomnicy. Nazwy niemiecka i węgierska upamiętniają Janusza Chmielowskiego, polskiego taternika.

## Historia
Pierwsze znane wejścia turystyczne:
- Ödön Téry i Martin Spitzkopf, 1 sierpnia 1877 r. – letnie,
- Jiří Děrda i Jaroslav Sláma, 23 lutego 1955 r. – zimowe (prawdopodobnie wchodzono w zimie już wcześniej)[3].

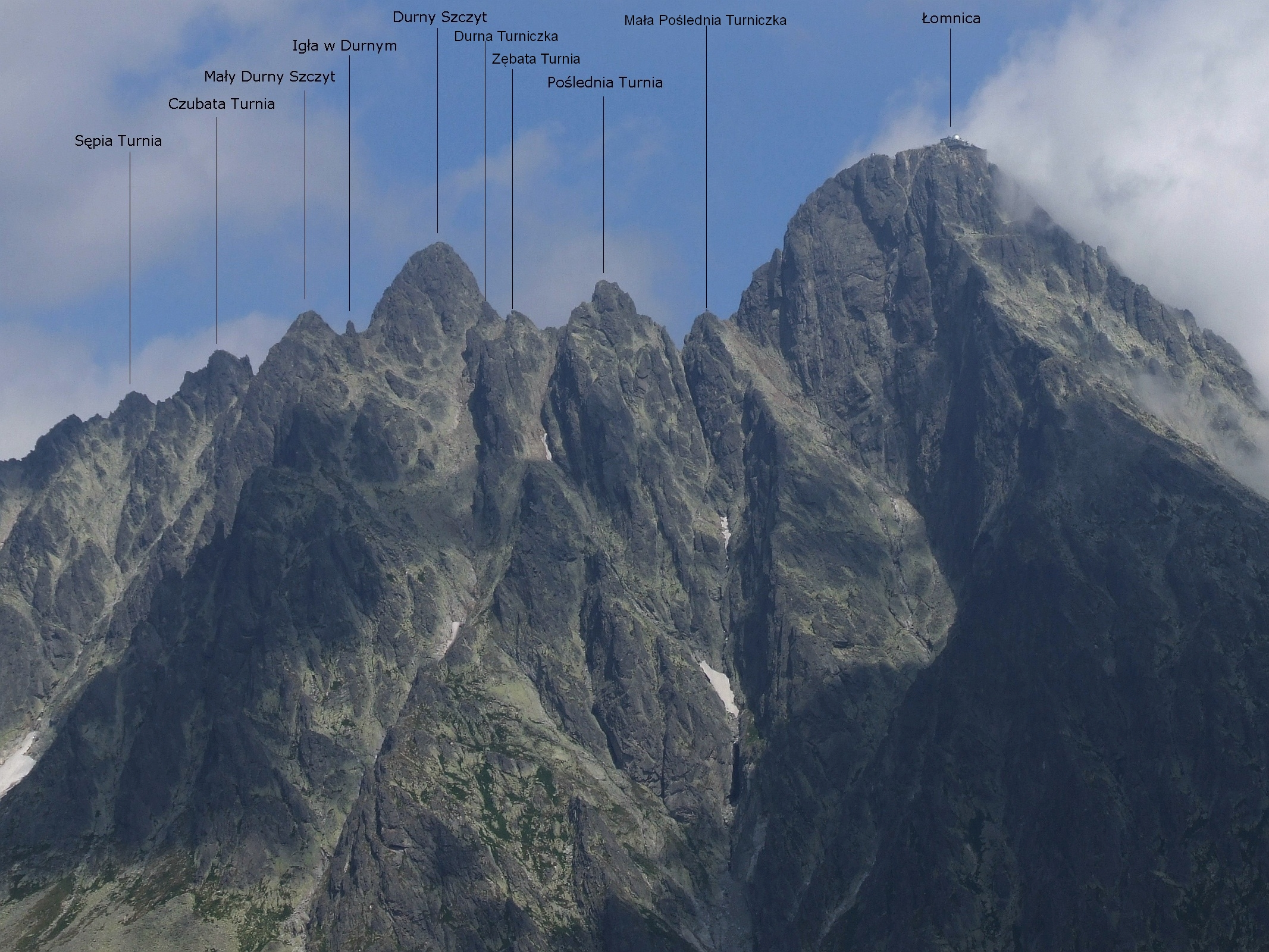
Mała Poślednia Turniczka (na prawo od Pośledniej Turni, zaraz poniżej Łomnicy)